# Киренское викариатство
Ки́ренское викариа́тство — викариатство Иркутской епархии Русской Православной Церкви, существовавшее в 1883—1928 годах.
Учреждено 6 апреля 1883 года как викариатство Иркутской епархии по имени города Киренск. Викарии жили в Вознесенском монастыре города Иркутска.
Пресеклось в 1928 году.

## Епископы
- 9 октября 1883 — 15 июля 1889 — Макарий (Дарский)
- 9 октября 1889 — 17 июля 1893 — Агафангел (Преображенский)
- 10 октября 1893 — 14 октября 1896 — Никодим (Преображенский)
- 26 января — 4 октября 1897 — Евсевий (Никольский)
- 7 декабря 1897 — 27 сентября 1898 — Никанор (Надеждин)
- 20 декабря 1898 — 30 января 1904 — Филарет (Никольский)
- 22 февраля 1904 — 22 февраля 1908 — Владимир (Филантропов)
- 11 мая 1908 — 20 декабря 1912 — Иоанн (Смирнов)
- 20 января 1913 — 14 июля 1914 — Евгений (Зёрнов)
- 10 августа 1914 — 20 декабря 1918 — Зосима (Сидоровский)
- декабрь 1918 — декабрь 1921 — Борис (Шипулин)
- 24 августа 1924 - не ранее 1925 - Сергий[3][4]
- 27 сентября 1925-1927 - Ираклий (Попов)
- 1927-1928 в/у - Даниил (Шерстенников)